# Maurice Greene (compositor)
Maurice Greene (Londres, 12 de agosto de 1696 – Londres, 1 de dezembro de 1755) foi um compositor e organista inglês.

## Biografia
Nascido em Londres, filho de um clérigo, Greene tornou-se menino de coro na Catedral de São Paulo sob Jeremiah Clarke e Charles King. Ele estudou o órgão com Richard Brind, e depois que Brind morreu, Greene se tornou organista em Catedral de São Paulo.
Com a morte de William Croft em 1727, Greene tornou-se organista na Capela Real e em 1730 tornou-se Professor de Música na Universidade de Cambridge. Em 1735 ele foi nomeado Mestre do King's Musick. Quando morreu, Greene estava trabalhando na compilação Cathedral Music, que seu aluno e sucessor como Mestre da King's Musick, William Boyce, iria completar. Muitos itens dessa coleção ainda são usados em serviços anglicanos hoje.
Ele escreveu música muito competente no estilo georgiano, particularmente Hinos em Verso longos. Sua obra-prima reconhecida, Lord, let me know mine end - "Senhor, deixe-me saber o meu fim)" -, é um exemplo representativo. Greene apresenta um texto repleto de pathos usando uma textura polifônica sobre um contrabaixo instrumental contínuo, com um dueto de agudos particularmente eficaz no meio do trabalho. Tanto esta seção quanto o final do hino contêm excelentes exemplos do acorde napolitano de sexta.
Ele morreu em 1755 com 59 anos e foi inicialmente enterrado em St. Olave Old Jewry até depois da demolição da igreja em 1887, quando foi enterrado novamente na Catedral de São Paulo.

## Trabalhos
Greene escreveu uma boa quantidade de música vocal sagrada e secular, incluindo:
- o hino Hearken Unto Me, Ye Holy Children (1728)
- o oratório The Song of Deborah and Barak (1732)
- o oratório Jefté (1737)
- a ópera Florimel (1734)
- configurações de sonetos de Edmund Spenser: Amoretti (1739)
- uma coleção de hinos (1743), dos quais o mais conhecido é Lord, let me know mine end.
- a ópera Phoebe (concluída em 1747)

Ele também publicou música para teclado, incluindo:
- Choice Lessons, para cravo ou espineta (Londres, 1733)
- 6 Overtures … in Seven Parts, arranjadas para cravo ou espineta (Londres, 1745)
- A Collection of Lessons, para cravo (Londres, 1750)
- Twelve Voluntarys, para órgão ou cravo (Londres, 1779)